# Палац культури «Кредмаш»
Палац культури кременчуцького заводу дорожніх машин, палац культури «Кредмаш» — палац культури у Кременчуці.

## Культурне значення
За своєю значимістю палац поступається міському. Тут зазвичай проходять новорічні вистави для дітей робітників заводу, випускні бали, інші концерти, семінари, зустрічі.
При палаці функціонують гуртки дитячої творчості: "Театр танцю Світлани Шумкової"®, вокальний шоу-гурт «Люстерко», шоу-гурт «Молодість».